# Pfortenkloster
Das Pfortenkloster (lateinisch Porta coeli, seit 1812 Pfortenhaus) war ein Damenstift in Halberstadt vom 10. bis zum 20. Jahrhundert.

## Lage

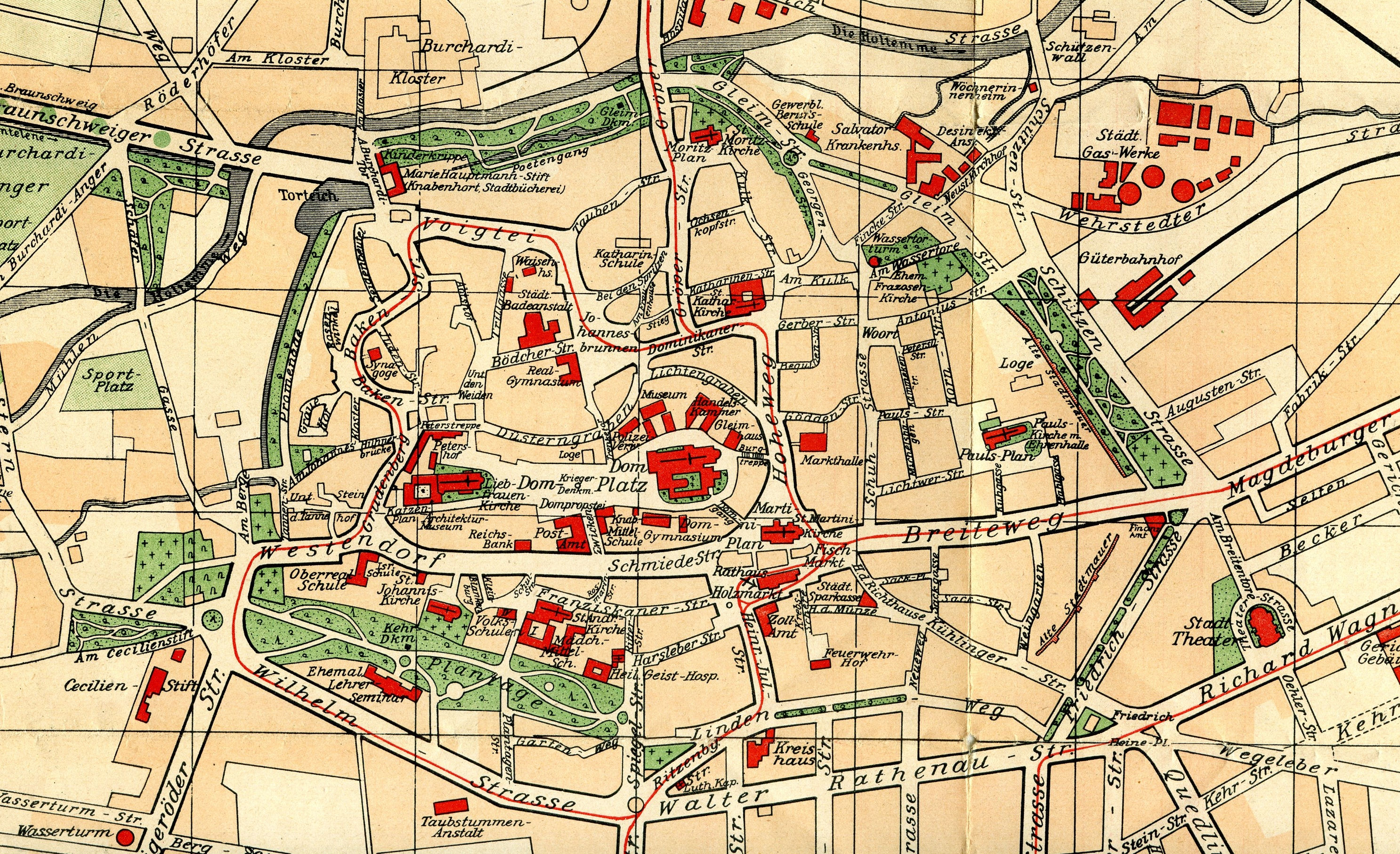
Halberstadt 1900, das Pfortenhaus lag in der Mitte, in der südlichen Ecke des Platzes am Johannisbrunnen, wahrscheinlich rechts (oder links unter dem Gymnasium)

Das Pfortenkloster befand sich in der mittelalterlichen Altstadt von Halberstadt nördlich des Domplatzes und östlich des Nikolaiklosters. Im 19. Jahrhundert lag es in der südwestlichen Ecke des Platzes am Johannisbrunnen.
Das Gebäude ist nicht erhalten.

## Geschichte

### Mittelalter
Der Bischof Bernhard von Halberstadt gründete angeblich das Pfortenkloster zusammen mit seiner Nichte Guntrade/Guntradis, der ersten Äbtissin des Benediktinerinnenklosters Hadmersleben. Dieses müsste zwischen 961 und 968 erfolgt sein. Das Pfortenkloster war wahrscheinlich anfangs ein Benediktinerinnenkloster. 
1030 wurde es dem Augustiner-Chorherrenstift St. Johannis unterstellt und 1102 dem Domkapitel Halberstadt. Über die inneren Strukturen und die Lebensweise der Konventualinnen in dieser Zeit gibt es keine Informationen. Sie wurden zunächst als Schwestern (sorores), dann als Frauen (dominae), später auch als portenfrau (dominae portae) bezeichnet. Spätestens seit dem 12. Jahrhundert war das Pfortenkloster ein Damenstift, dessen Bewohnerinnen Einkünfte aus diesem erhielten. 
Seit 1192 ist ein Portenarius als äußerer Vorsteher bekannt, der jeweils aus dem Domkapitel bestimmt wurde. Dieser übte die geistliche Gerichtsbarkeit im Stift aus und entschied über grundsätzliche wirtschaftliche Angelegenheiten. Dieses Amt war hoch angesehen und reich vergütet.

### Neuzeit
Im 16. Jahrhundert bestand das Pfortenkloster weiter. Zu dieser Zeit lebten dort auch junge Frauen.
Spätestens seit 1648 wurde gemäß der Bestimmungen des Westfälischen Friedens eine anteilmäßige Aufteilung an katholische und protestantische Frauen vorgenommen.
Seit dieser Zeit gab es relativ hohe Eintrittsgebühren von 400 Thalern für evangelische und 300 Thalern für katholische Bewerberinnen. Das Pfortenkloster besaß einigen Landbesitz und weitere Einkünfte.
Bis zum Beginn des 19. Jahrhunderts bestand das Stift als Konvent für Witwen, 1804 neun evangelische und drei katholische. Diese trugen eine schwarze Tracht mit einem weißen Schleier.
Seit 1811/12 wurden die inneren Strukturen verändert und die Kleidung nicht mehr getragen. Seit dieser Zeit lebten dort weiter jeweils zwölf Frauen, weitere 24, die an anderen Orten lebten, erhielten ebenfalls Einkünfte aus dem Stift.
Dieses bestand 1937 noch.
1944/45 wurde das Gebäude wahrscheinlich zerstört und dann abgetragen.